# Безобразов, Павел Николаевич
Павел Николаевич Безобразов (18 июня 1893 —- 15 января 1979) — советский селекционер, создатель нескольких сортов яблонь.

## Биография
Родился 18 июня (по старому стилю) 1893 года в селе Чащине Тамбовской губернии. Окончив тамбовскую гимназию, поступил на юридический факультет Московского Университета. С началом первой мировой войны по мобилизации он уходит на фронт, служит в санлетучке. После захвата государственной власти большевиками в октябре 1917 г. выходцу из семьи священника стало невозможным ни продолжать обучение, ни занимать сколько-нибудь значимый пост на государственной службе. Закончив армейскую службу, он решает посвятить себя земле. После учёбы в Воронежском сельскохозяйственном институте переезжает с женой Лидией Петровной в Вышний Волочек, что в 120 километрах от Твери, и начинает работать в Жилотковском лесничестве в 17 километрах от уездного центра.
В 1933 году ему поручили создать у Мстинской плотины в Вышневолоцком районе небольшой, на плошали всего два гектара, питомник лесодекоративных культур. Дела хозяйства пошли столь успешно, что было решено на его базе основать плодовый питомник (позже совхоз) «Ульяновка».
В Великую Отечественную войну мобилизации Павел Николаевич не подлежал в силу возраста — 48 лет. Но когда враг осенью 1941 г. в ходе наступления на Москву захватил Калинин (ранее и ныне Тверь), он пошел добровольцем в ополчение. Рыл окопы, строил блиндажи, надолбы, эскарпы. Награждён медалями «За оборону Москвы» и «За победу над Германией».
После войны он возвращается к руководству питомником и продолжает селекционную работу. Гордостью П. Н. Безобразова являлась новая гибридная яблоня, созданная им в Ульяновке. Она родилась в 1948 г., а 11 лет спустя Павел Николаевич смог сделать вывод о перспективности этого сорта. Так как в том году у него родилась внучка, то сорт получил название «внучка». Другие созданные им сорта назвали по местным топонимам — мстинское и ульяновское.
Успехи совхоза «Ульяновка» позволили ему быть в течение ряда лет участником Всесоюзной сельскохозяйственной выставки в Москве — позднее ВДНХ. Директор совхоза П. Н. Безобразов был награждён Малой серебряной, а затем и Большой серебряной и Малой золотой медалями Выставки.
П. Н. Безобразов в 1958 году ушел на пенсию, но не прекратил активной общественной и профессиональной деятельности, оставаясь ещё долго депутатом районного Совета, председателем его постоянной сельхозкомиссии, председателем ревизионной комиссии Алексеевского сельпо.
Скончался 15 января 1979 г., похоронен на Желниховском кладбище.